# الماجوح (الحد)

تعديل مصدري - تعديل

الماجوح هي إحدى قرى عزلة الحد بمديرية الحد التابعة لمحافظة لحج، بلغ تعداد سكانها 940 نسمة حسب تعداد اليمن لعام 2004.